# ロッキンガム郡 (バージニア州)
ロッキンガム郡（英: Rockingham County）は、アメリカ合衆国バージニア州の郡である。人口は8万3757人（2020年）。郡庁所在地は独立市のハリソンバーグであるが、郡には含まれていない。
ロッキンガム郡はハリソンバーグ都市圏に属している。郡内でロッキンガム郡ベースボールリーグが開催されている。

## 歴史
ロッキンガム郡への入植は、シェナンドー川の南支流沿い、現在ロッキングガム郡とペイジ郡を分けている郡境に近い土地の権利をアダム・ミラーが主張した1727年に始まった。ドイツ生まれのミラーはバージニアの東部を旅しているときに、バージニア植民地副総督アレクサンダー・スポッツウッドの伝説となっているゴールデン・ホースシューのナイト遠征隊によって発見されていた、西にある豊かなバレーに関する報告を聞いた。ミラーはその後ペンシルベニア州ランカスター郡から家族を呼び寄せた。1741年、ミラーはエルクトンの近くに、大きなリチウム泉がある広さ820エーカー (3.3 km2) の土地を購入し、残りの人生をそこで過ごした。
1740年代と1750年代には、バージニア植民地のこの地域にヨーロッパ人の移民が増加し始めた。東に海岸地域とピードモント台地、西にシェナンドー・バレーとその先（古くは「トランスマウンテン」と呼ばれた）にブルーリッジ山脈があった。初期の開拓者の多くは、そのような荒々しい地形を越えるのではなく、メリーランド州やペンシルベニア州からポトマック川を越えてバレーを南に下ってきた。多くの者はグレート・ワゴン道路、別名バレー・パイク（現在のアメリカ国道11号線）を通った。
ロッキンガム郡は1778年にオーガスタ郡から分離して設立された。ハリソンバーグの町が郡庁所在地に指定され、1780年には町として法人化された。ハリソンバーグは1916年に都市となり、ロッキンガム郡と分かれたが、郡庁所在地であり続けている。
郡名はイギリスの政治家ロッキンガム侯チャールズ・ワトソン＝ウェントワース（1730年-1782年）に因んで名付けられた。ロッキンガム侯はイギリスの首相に2回就任し、植民地人に憲法で保障される権利を強く支持した。最初に首相を務めたときに1765年印紙法を撤廃し、植民地の税を軽減した。1782年に再度首相に指名されると、13植民地の独立要求を支持し、アメリカ独立戦争におけるイギリスの関与を止めさせる動きを始めた。しかし、就任後わずか14週間で亡くなった。
1778年時点で独立のために戦ったイギリスの役人に栄誉を与えるのは異常だった。同年、ロッキンガム郡の直ぐ北にあったダンモア郡は、植民地最後の総督第4代ダンモア伯ジョン・マーレイに因む命名だったが、不人気であり、改名することになった。その新しい名前はインディアンの名前であるシェナンドーとなった。
しかし、イギリスの議会にあってアメリカを支持したロッキンガム侯爵は新生アメリカの市民に人気のある人物だった。ニューハンプシャー州のロッキンガム郡、ノースカロライナ州のロッキンガム郡とロッキンガム市（リッチモンド郡）は、ロッキンガム侯爵に因む命名である。
ロッキンガム郡ではエイブラハム・リンカーンの父、トマス・リンカーンが生まれた。

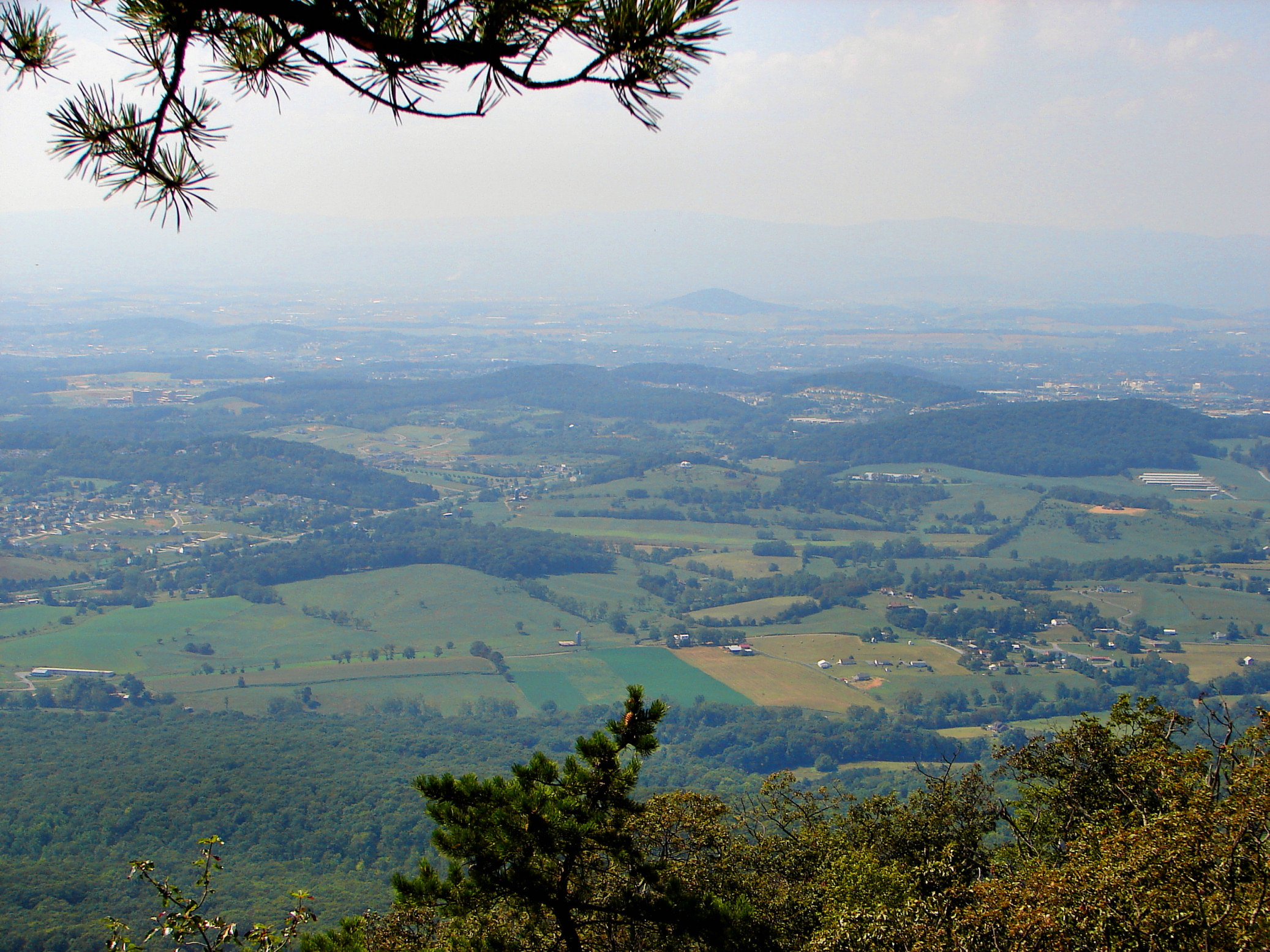
マサヌッテン山から西のロッキンガム郡を望む

## 地理
アメリカ合衆国国勢調査局に拠れば、郡域全面積は853平方マイル (2,210 km2)であり、このうち陸地851平方マイル (2,200 km2)、水域は2平方マイル (5.2 km2)で水域率は0.25%である。
ロッキンガム郡はその面積で、バージニア州では第3位の大きさである。大きな領域が東のシェナンドー国立公園と、西のジョージ・ワシントン国立の森に含まれており、開発には制限がある。東西方向にアレゲーニー山脈の峰峰からブルーリッジ山脈の峰が並ぶ。シェナンドー・バレーの幅全体に広がっている。ハリソンバーグの東からウォーレン郡のフロントロイヤルの南西までマサヌッテン山地が伸びている。ジャーマン川とシェナンドー川の北支流がこの山地の西側を、シェナンドー川の南支流が東側を流れて、シェナンドー・バレーの中央を分けている。

### 交通

#### 鉄道
郡内を一級鉄道であるノーフォーク・サザン鉄道が通り、また短線のシェナンドー・バレー鉄道も通っている。

#### 主要高規格道路
- 州間高速道路81号線が南北に走り、隣接するオーガスタ郡の南、スタントン市近くで、東西方向の 州間高速道路64号線と交差している。

郡内に主要州道3本が通っている（主要州道であるが、アメリカ国道を冠している）。主要道は比較的長く、また交通量が多く、平均走行距離が長く、走行速度と移動性の高いものである。州間高速道路と主要州道はバージニア州交通省が維持している。
- アメリカ国道11号線、州間高速道路81号線と並行して南北方向に走る。昔のインディアン道、後のバレー・ターンパイクを辿っている
- アメリカ国道33号線、ウェストバージニア州との州境、山岳部からシェナンドー・バレーを渡り、ハリソンバーグとエルクトンを抜ける東西方向路。その東ではブルーリッジ山脈の西斜面を登り、標高2,365フィート (721 m)、風隙であるスウィフトラン・ギャップを抜ける。シェナンドー国立公園に入る牧歌的なスカイライン・ドライブがスウィフトラン・ギャップの入り口であり、その近くにはアパラチアン・トレイルも通っている。山地の尾根がロッキンガム郡とグリーン郡の郡境になっている。その東はリッチモンド市まで通じている。
- アメリカ国道340号線、ブルーリッジ山脈の西斜面を南北に走っている

### 隣接する郡と独立市
- ペンドルトン郡 (ウェストバージニア州) - 西
- ハーディ郡 (ウェストバージニア州) - 北
- シェナンドー郡 - 北東
- ペイジ郡 - 東
- グリーン郡 - 南東
- アルベマール郡 - 南東
- オーガスタ郡 - 南西
- ハリソンバーグ市 - 中央（郡内に内包）

### 国立保護地域
- ジョージ・ワシントン国立の森（部分）
- シェナンドー国立公園（部分）

## 人口動態
以下は2000年国勢調査による人口統計データである。
| 基礎データ - 人口: 67,725人 - 世帯数: 25,355 世帯 - 家族数: 18,889 家族 - 人口密度: 31人/km2（80人/mi2） - 住居数: 27,328軒 - 住居密度: 12軒/km2（32軒/mi2） 人種別人口構成 - 白人: 96.58% - アフリカン・アメリカン: 1.36% - ネイティブ・アメリカン: 0.13% - アジア人: 0.29% - 太平洋諸島系: 0.01% - その他の人種: 0.90% - 混血: 0.73% - ヒスパニック・ラテン系: 3.28% 年齢別人口構成 - 18歳未満: 24.6% - 18-24歳: 8.7% - 25-44歳: 28.9% - 45-64歳: 23.8% - 65歳以上: 13.9% - 年齢の中央値: 38歳 - 性比（女性100人あたり男性の人口） - 総人口: 97.0 - 18歳以上: 94.3 | 世帯と家族（対世帯数） - 18歳未満の子供がいる: 32.9% - 結婚・同居している夫婦: 62.4% - 未婚・離婚・死別女性が世帯主: 7.9% - 非家族世帯: 25.5% - 単身世帯: 21.2% - 65歳以上の老人1人暮らし: 9.1% - 平均構成人数 - 世帯: 2.61人 - 家族: 3.02人 収入と家計 - 収入の中央値 - 世帯: 40,748米ドル - 家族: 46,262米ドル - 性別 - 男性: 30,618米ドル - 女性: 21,896米ドル - 人口1人あたり収入: 18,795米ドル - 貧困線以下 - 対人口: 8.2% - 対家族数: 5.3% - 18歳未満: 9.1% - 65歳以上: 9.7% |

## 町
- ブリッジウォーター
- ブロードウェイ
- デイトン
- エルクトン
- グロットーズ
- マウントクロウフォード
- ティンバービル

### 未編入の町
| - バーグトン - ベリータウン - ブライアリブランチ - クローバーヒル - クーツストア - クライダーズ - クロスキーズ - デールエンタープライズ - イーダム - ファルクスラン - ヒントン | - イングルウッド - キーズレットタウン - レイシースプリング - リンビル - リリー - マサヌッテン - モージー - メイランド - マクガヘイズビル - モンテズマ - マウントクリントン | - ペンレアード - プレザントバレー - ポートレパブリック - ローリースプリングス - シンガーズグレン - スプリングクリーク - ステンフリータウン - テンスリージョン - ターリータウン - ヤンキータウン |

### 独立市
ハリソンバーグ市は独立市になったので、郡庁所在地であることには変わりないが、政治的にロッキンガム郡とは別の政体になっている。

## 教育
郡内公共教育はロッキンガム郡公共教育学区が管轄している。

### 高等教育機関
- ブルーリッジ・コミュニティカレッジ、ウェイアーズケイブ
- ブリッジウォーター・カレッジ、ブリッジウォーター
- イースタン・メノナイト大学、ハリソンバーグ
- ジェームズ・マディソン大学、ハリソンバーグ

## 見どころ
ロッキンガム郡は州内の養鶏産業をリードしており、アメリカ国道11号線の両端にはシチメンチョウの像が建っており、「バージニア州のシチメンチョウ首都」であると記されている。
郡内にはシェナンドー国立公園とスカイライン・ドライブの大きな地域が含まれ、スウィフトラン・ギャップの入り口もある。この公園には多くのハイキング道や歩道、景観の良い見晴らしや滝があり、シェナンドー・バレー観光の中心地になっている。ジョージ・ワシントン国立の森もあり、キャンプなどアウトドア活動ができる。マサヌッテン・リゾートには、ゴルフ場2か所、屋内ウォーターパーク、スキー場、マウンテンバイクと急流下りが楽しめる。ハリソンバーグのすぐ南東のクロスキーズと、シェナンドー川の南支流沿い、グロットーズの直ぐ北にあるポートレパブリックで、南北戦争の戦闘が起きた。